# フォークソノミー

タグクラウドの例

フォークソノミー（英: folksonomy）とは、インターネットのウェブサイト上の情報に、利用者自らが複数の「タグ」（英: tag、名札）を自由に付け加え、検索できるようにしていく分類の方法をいう。この語は「民衆」を意味する英語「フォークス」と「分類法」を意味する英語の「タキソノミー」を合わせた造語である。
サイトの管理者がコンテンツの分類を行い、利用者は関わることのできない、従来のディレクトリ（カテゴリ）分類やロボット検索とは、対照をなす。分類の作業が万人に開かれ、終わりのないオープンなものであること、ユーザーの共同作業によるものであることが特徴である。また検索に当たっては、図書館情報学で使われるあらかじめ定められた統制語彙の代わりに、ユーザーが自由に作成したキーワードが用いられる。
フォークソノミーによるタグ付けは、インターネット上の情報の集合体の中から、目指す情報や隣り合った情報を、より探しやすく、見つけやすく、たどり着きやすくするために考え出された方法である。フォークソノミーがよく発達したサイトでは、ユーザーにわかりやすいよう、ユーザー自身が考えた言葉による分類がなされ、情報へのアクセスがしやすいものとなっている。
しばしば挙げられる例には、写真共有サイトのフリッカー、ソーシャルブックマークのdeliciousやはてなブックマーク、動画共有サイトのニコニコ動画、画像投稿コミュニティサイトのpixivなどがある。

## フォークソノミーの特質
フォークソノミーはインターネットが媒介となる社会環境下で発達したものであるため、ユーザーは普通、リンクをたどってタグをつけた人物を確認することやその人物がつけた他のタグを確認することが可能である。こうしてユーザーは自分の考えや感覚に合うような投稿物（コンテンツ）の読み方、分類、タグ付けをする人物を気にするようになり、その結果あるコンテンツに関係する別のコンテンツを見つける能力は急速に向上する。
フォークソノミーの魅力のひとつはその固有の破壊力である。フォークソノミーはウェブサイトがトップダウン式に提供する検索ツール（検索エンジンなど）の巨大な能力に抗して、検索エンジンが一方的に重要とみなした検索結果を表示するような現状を拒否する動きである。また、ユーザーたちによる自発的なコミュニティに利益をもたらすよう、コミュニティ内で開発されたボトムアップ的な分類・検索ツールを支持する動きといえる。
フォークソノミーによって付けられた情報や検索ツールは、ウェブの基礎部分にあるプロトコルの一部ではない。フォークソノミーはウェブ・コミュニティの中で、タグの登録や使用のための技術が提供されることによって勃興した。こうしたコミュニティは、ユーザーたちに対して、写真、映像などユーザー自身の作り出したコンテンツを共有し分類（タグ付け）することを可能にするため作られたものである。また、ウェブサイト、ニュース、本、ブログ記事、論文などすでに存在するコンテンツを共同で分類するために作られたものである。

## 言葉のおこり
フォークソノミーという用語は、情報アーキテクトのトーマス・ヴァンダー・ワル が、すでに形を成しつつあったユーザーによる分類システムを表現するため造語したものである。たとえば、WWWコンソーシアム（W3C）が2002年にユーザー作成式分類タグを用いて実験していた「Annotea project」（ユーザーが掲示板のないウェブ記事に自由に注釈をつけられるようにすることを目的としていた）などを指している。ヴァンダーワルによれば、フォークソノミーとは「役立つタグ付け」である。
フォークソノミーという用語は、インターネット・コミュニティーの中で生まれたタグ付けシステムを特に指して使われている。これはフォーク（大衆）とタクソノミー（分類学、分類法）を混成させたかばん語である。タクソノミーは、「分類」を意味するギリシア語の「ταξισ（タクシス）」と、「管理」「取り扱い」を意味するギリシャ語の「νομοσ（ノモス）」から成る言葉のため、文字通りには、「人々による分類方法の管理」となる。
フォークソノミーという用語は、フォークタクソノミー（民俗分類学）とは別種のものである。民俗分類学とは、人々が古来から植物や動物など周囲の万物を分類し意味付けようとして、各民族・地方の文化から生み出し、世代にわたって引き継いできた、比較的固定された分類体系（民俗分類）を研究する学問のことである。

## フォークソノミーの便益
情報検索や図書館情報学のプロが意味を明確にしながら構築した統制語彙（統制語、統制索引語、 controlled vocabularies ）による分類法と違い、フォークソノミーはシステマチックではなく、情報科学者の目から見れば洗練されていない分類法である。しかし、インターネットのユーザーにとっては、複雑な、階層的に組織された命名法を習わずにすむため、コンテンツの分類のコストがきわめて低くなる。ユーザーはその場でタグを作りコンテンツにつければいいだけである。
さらに、フォークソノミーは生来的に、際限がなく終わりのないオープン・エンドな過程であり、ユーザーのコンテンツの分類方法が変わったり進化したりするたびに即座に反応できる。オープンソースによるソフトウェア開発や、ウィキペディアのようなウィキシステムなど、共有財に基づく共同制作（ピアプロダクション、commons-based peer production）システム同様、タグ作りやタグ付けに貢献する個々人の能力に差があるとしても、こうした制作過程は結果として専門家によりデザインされた最高のシステムにも匹敵する成果を生むことができる。
フォークソノミーのもっとも偉大な便益は、情報検索の際のセンスなど、その検索能力にあるだろう。これは、タグがインターネット上の資料の「だいたいの内容」を記述する能力による。つまるところ、フォークソノミーは、タグ付けの対象となるコンテンツ（写真やブログやニュースなど）を見たり反応したりするのに長い長い時間を費やして知り尽くしているような人たちが作っているから分類能力も洗練されたものとなるのである。
フォークソノミーでできるカテゴリーは、常識的な人たちから見れば、救いがたいほど特異で変わっているとびっくりされるかもしれない（例：「これはひどい」「後で読む」「萌え」「非モテ」「作者は病気シリーズ」など）が、そこにフォークソノミーの価値もある。フォークソノミーの分類用語やカテゴリーは、コンテンツと、それにタグをつけた人との個人的な繋がり（雑感、思い入れ、価値判断）から生まれたもので、タグ付け作業も不完全で仮につけただけという性格を持つこともあるが、結果としてできるカテゴリーは個人的なもので、かつコミュニティが判断しておかしくないかという社会性も持ち、ある種システマチックなものになる。それゆえ、フォークソノミーはそれを分類した人の考えなどさまざまなレベルの情報を含み、タグ付けした人とそれを読んだ人々との人同士の繋がりが発生し、投稿者や閲覧者同士のコミュニケーションの手段にもなる。もしある人が誰かの分類手法に共感すれば、それが他人から見てどのように奇妙なものであれ、その人がタグ付けした他のコンテンツも見ようという気持ちにだんだんとなるだろう。

## フォークソノミーに対する批判
批評家の中には、専門的な情報分類システムなら検索される言葉に含まれる多義性（ひとつの単語に複数の意味が含まれる）、同義語（「テレビ」と「テレビジョン」など）、言語によっては単数形と複数形の違いなどは排除されるようになっているが、フォークソノミーはこの点に関して欠点があるという指摘がある。少なくとも、もしタグの入力フォームの背後に分類や整理のためのエンジンがあれば、単数複数や同義語など単語の語形変化やばらつきが避けられるはずである。
加えてフォークソノミーには、思い違いや故意から、無意味でおかしなタグ付けが行われることがあり（メタ・ノイズと呼ばれる）、ユーザーの厄介となりシステムの情報検索能力や使いやすさの低下につながることがある。トップダウン式の分類方式を支持する人々には、分類学の専門家が構築した合意済みのタグを中心に使用することによってコンテンツの分類や検索がより効率的になると主張する者もいる。フォークソノミーの欠点をカバーするには、統制語彙とフォークソノミー、分類学者とインターネットユーザーとの共同作業が必要となるであろう。

## フォークソノミーとセマンティック・ウェブ
フォークソノミーは、すべてのウェブページにその内容や意味を記述するメタデータ（索引語）を付与させ、コンピュータによる情報収集・分析に役立てようという「セマンティック・ウェブ」の構築のための鍵となりうる。こうしたメタデータはサーチエンジンの検索結果の精度（本当に関係あるコンテンツの割合）を高めるはずである。しかし、多数かつ多様な人々からなるウェブページ作者たちが、自分たちのページに、首尾一貫した信頼できる方法でメタデータを埋め込んでほしいという訴えにどれだけ耳を貸すか、極めて疑わしい。メタデータ埋め込みに賛同するウェブページ作者たちも、メタデータは習得と埋め込む手間に長い時間がかかるため、その時間コストや入力コストの大きさに音を上げる可能性がある。このため、ダブリン・コアメタデータ標準を使えば、扱いが簡易な上にサーチエンジンの検索結果でも自分たちのページが上位に来るというすばらしい成果が上がるにもかかわらず、これを使っているウェブページ管理者はごくわずかである。
より公式的で統制語彙を使用したトップダウン式分類に比べ、フォークソノミーは作業が分散された、入力コストが低い分類方法である。もしフォークソノミーがウェブプロトコルに埋め込まれれば、セマンティック・ウェブはより早く構築されるだろうという見方もある。

## 事業の中のフォークソノミー
フォークソノミーはユーザー自身による分類システムで、それゆえ実装にかかるコストは高くないため、フォークソノミー支持者はこれが伝統的で制度化された分類法や統制語彙に代わる、便利でローコストのコンテンツ分類法になると信じている。彼らは、従業員による社内文書や事業などに対するフォークソノミーを「新興の事業用分類法」と見ている。中には、職場の民主主義的運営を実現でき、業務管理を実務にかかわる社員の間に分散させる有用な手法であると信じている者もいる。